# Léolia Jeanjeanová
Léolia Jeanjeanová (nepřechýleně: Jeanjean,* 14. srpna 1995 Montpellier) je francouzská profesionální tenistka. Ve své dosavadní kariéře na okruhu WTA Tour nevyhrála žádný turnaj. V sérii WTA 125 vybojovala jednu deblovou trofej. V rámci okruhu ITF získala čtyři tituly ve dvouhře a tři ve čtyřhře.
Na žebříčku WTA byla ve dvouhře nejvýše klasifikována v květnu 2025 na 100. místě a ve čtyřhře v březnu 2024 na 162. místě.

## Soukromý život a raná fáze kariéry
Narodila se roku 1995 v jihofrancouzském Montpellieru do rodiny Laurenta a Isabelly Jeanjeanových. Tenis začala hrát v šesti letech.
Po triumfu na žákovském Nike Junior Tour International Masters získala v 10 letech smlouvy s Babolatem a Nike. Od dvanácti let se začala připravovat s osobním koučem v národním tréninkovém centru na Roland-Garros. Žákovská mistrovství Francie vyhrála v kategoriích 11–12letých i 13–14letých. Její tehdejší trenér Laurent de Pasquale ji v časopise Tennis Magazine přirovnal k Mozartovi. Na French Open 2009 obdržela divoké karty do juniorské dvouhry a čtyřhry, v níž hrála s Darjou Salnikovovou. V obou soutěžích skončila v úvodním kole. V pařížské juniorské čtyřhře 2010 pak postoupila s Clothildou de Bernardiovou do čtvrtfinále.
Rozvoj tenisové kariéry jí zkomplikovalo vážné poranění kolena. V roce 2014 se tak rozhodla začít studovat na Baylor University v texaském Wacu, kde hrála tři sezóny univerzitní tenis v I. divizi. Poté se mezi lety 2016–2018 zapojila do soutěží za University of Arkansas, na níž získala bakalářský titul v trestním soudnictví a sociologii. V roce 2018 začala navštětovat soukromou Lynn University ve floridském Boca Raton, kde získala titul MBA ve finančnictví. Během studia se účastnila akademické II. divize.

## Tenisová kariéra
V rámci okruhu ITF debutovala v červnu 2012, když na turnaji v rodném Montpellieru s dotací 25 tisíci dolarů postoupila z kvalifikace. V úvodním kole dvouhry podlehla Italce Gioii Barbieriové ze čtvrté světové stovky. V letech 2015–2019 hrála americký univerzitní tenis. Premiérový titul na túře ITF vybojovala během května 2021 na antukovém turnaji v Šibeniku s rozpočtem 15 tisíc dolarů. Do finále prošla přes Češku Darju Viďmanovou a v něm zdolala bosenskou hráčku Nefisu Berberovicovou ze šesté stovky žebříčku. Druhou trofej vybojovala v dubnu 2022 na 25tisícové události v Calvi. V závěrečném duelu přehrála krajanku Tessah Andrianjafitrimovou, jíž patřila 151. příčka.
Debut na okruhu WTA Tour i v nejvyšší grandslamové kategorii zaznamenala v ženském singlu French Open 2022 po zisku divoké karty. Na úvod vyřadila čtyřicátou pátou ženu klasifikace Nurii Párrizasovou Díazovou ze Španělska. Jednalo se o její vůbec první zápas proti hráčce z elitní světové stovky žebříčku. Ve druhém kole premiérově porazila členku první světové desítky, osmou v pořadí Karolínu Plíškovou, jíž v každém setu dovolila uhrát jen dva gamy. Jako 227. hráčka světa se na Roland Garros stala nejníže postavenou vítězkou zápasu nad členkou Top 10 od roku 1988, kdy Conchita Martínezová porazila Lori McNeilovou. V sezóně 2022 pak byla v této statistice proti hráčkám první desítky třetí nejníže postavenou vítězkou, když zaostala jen za výhrou Savilleové (409. WTA) nad Džabúrovou v Indian Wells a skrečí Sakkariové proti Siegemundové (231. WTA) ve Stuttgartu. Ve třetím kole Jeanjeanová podlehla Rumunce Irině-Camelii Beguové.

## Finále na okruhu WTA Tour
| Legenda                                      |
| -------------------------------------------- |
| D – dvouhra; Č – čtyřhra                     |
| Grand Slam (0)                               |
| Turnaj mistryň (0)                           |
| Premier Mandatory & Premier 5 / WTA 1000 (0) |
| Premier / WTA 500 (0)                        |
| International / WTA 250 (0–1 Č)              |

### Čtyřhra: 1 (0–1)
| Stav       | č. | datum          | turnaj         | kategorie | povrch    | spoluhráčka          | soupeřky ve finále                | výsledek |
| ---------- | -- | -------------- | -------------- | --------- | --------- | -------------------- | --------------------------------- | -------- |
| Finalistka | 1. | 22. října 2023 | Kluž, Rumunsko | WTA 250   | tvrdý (h) | Valerija Strachovová | Jodie Burrageová Jil Teichmannová | 1–6, 4–6 |

## Finále série WTA 125
| Legenda                  |
| ------------------------ |
| D – dvouhra; Č – čtyřhra |
| WTA 125 (0–1 D, 1–1 Č)   |

### Dvouhra: 1 (0–1)
| Stav       | Č. | datum         | turnaj              | povrch | poražená finalistka | výsledek |
| ---------- | -- | ------------- | ------------------- | ------ | ------------------- | -------- |
| Finalistka | 1. | listopad 2022 | Montevideo, Uruguay | antuka | Diana Šnajderová    | 4–6, 4–6 |

### Čtyřhra: 2 (1–1)
| Stav       | č. | datum         | turnaj                  | povrch | spoluhráčka            | soupeřky ve finále                | výsledek         |
| ---------- | -- | ------------- | ----------------------- | ------ | ---------------------- | --------------------------------- | ---------------- |
| Vítězka    | 1. | listopad 2023 | Florianópolis, Brazílie | antuka | Sara Erraniová         | Julia Lohoffová Conny Perrinová   | 7–5, 3–6, [10–7] |
| Finalistka | 2. | listopad 2024 | Colina, Chile           | antuka | Kristina Mladenovicová | Majar Šarífová Nina Stojanovićová | w/o              |

## Tituly na okruhu ITF
| Legenda         | Legenda         |
| --------------- | --------------- |
| Turnaje W100    | Turnaje W80     |
| Turnaje W75/W60 | Turnaje W50     |
| Turnaje W35/W25 | Turnaje W15/W10 |

### Dvouhra (4 tituly)
| Č. | datum         | turnaj              | kategorie | povrch    | poražená finalistka       | výsledek |
| -- | ------------- | ------------------- | --------- | --------- | ------------------------- | -------- |
| 1. | květen 2021   | Šibenik, Chorvatsko | W15       | antuka    | Nefisa Berberovicová      | 6–2, 6–4 |
| 2. | duben 2022    | Calvi, France       | W25       | tvrdý     | Tessah Andrianjafitrimová | 6–2, 6–2 |
| 3. | říjen 2024    | Poitiers, Francie   | W75       | tvrdý (h) | Diana Martynová           | 6–2, 6–3 |
| 4. | listopad 2024 | Nantes, Francie     | W50       | tvrdý (h) | Sara Cakarevicová         | 6–1, 6–3 |

### Čtyřhra (3 tituly)
| Č. | datum         | turnaj                     | kategorie | povrch | spoluhráčka          | poražené finalistky                 | výsledek         |
| -- | ------------- | -------------------------- | --------- | ------ | -------------------- | ----------------------------------- | ---------------- |
| 1. | prosinec 2013 | Borriol, Španělsko         | W10       | antuka | Marine Partaudová    | Tina Tehraniová Mandy Wagemakerová  | 4–6, 6–1, [10–3] |
| 2. | červen 2019   | Cancún, Mexiko             | W15       | tvrdý  | Tiphanie Fiquetová   | Hind Abdelouahidová Alyssa Tobitová | 6–4, 6–4         |
| 3. | červenec 2023 | Feira de Santana, Brazílie | W60       | tvrdý  | Valerija Strachovová | Haley Giavarová Abigail Rencheliová | 7–5, 6–4         |